# Jukka Kuoppamäki

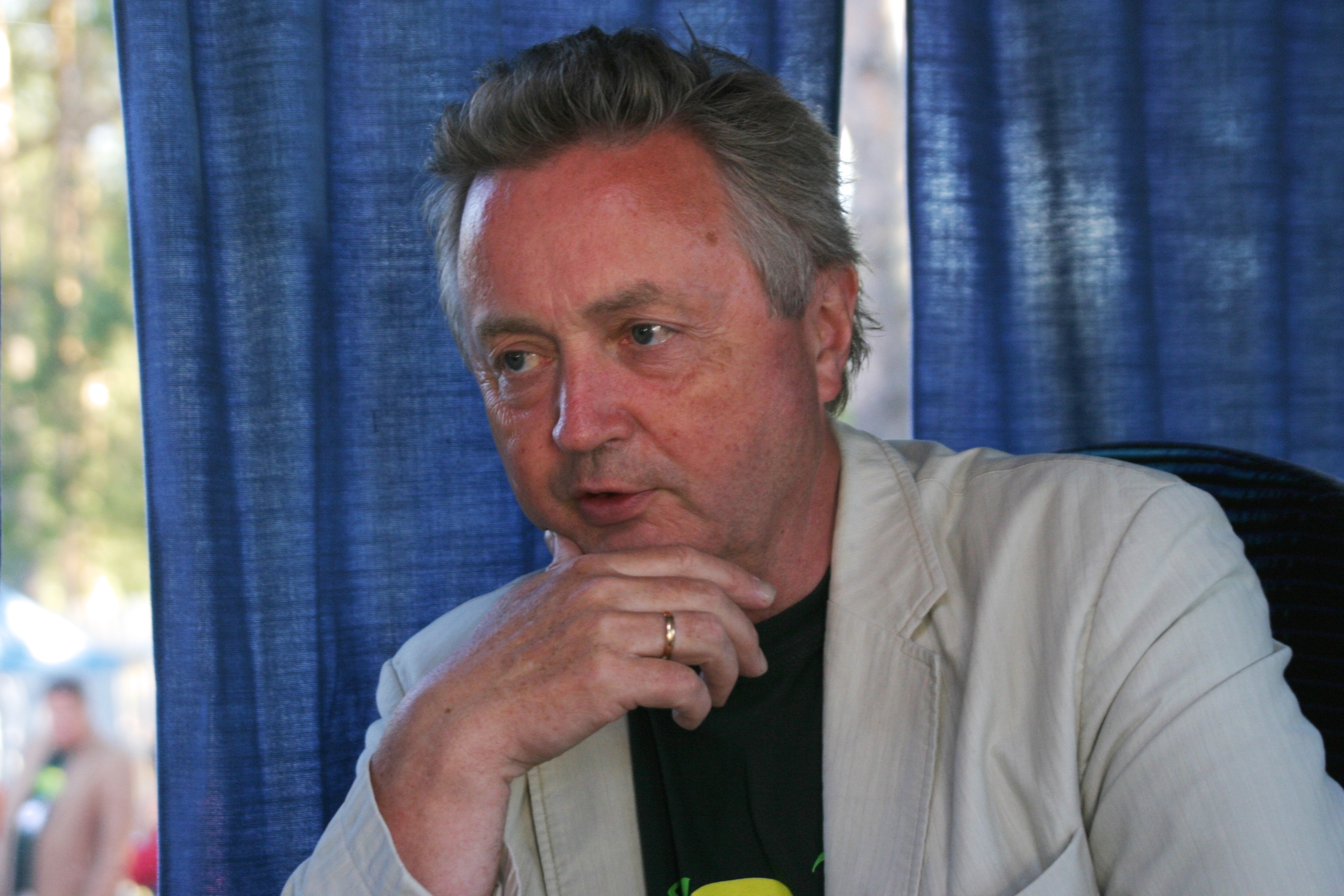
Jukka Kuoppamäki

Jukka Kuoppamäki (* 1. September 1942 in Helsinki) ist ein finnischer Liedermacher und Priester der Christengemeinschaft in Deutschland.

## Leben
Er begann mit 17 Jahren 1960 seine Karriere als Musiker und ist bis heute einer der bekanntesten Songwriter in Finnland.
Bis dato stammen über 2000 Lieder aus seiner Feder. Viele davon sind in Finnland sehr bekannt, darunter Sininen ja valkoinen („Blau und Weiß“) und Pieni Mies („Kleiner Mann“), mit denen er 1971 und 1972 das Schlagerfestival der Ostseeländer in Rostock gewann. 34 Alben erschienen in Finnland. 1977 kam er mit 35 Jahren nach Deutschland, studierte in Stuttgart und wurde 1980 zum Priester der Christengemeinschaft geweiht. Nach sieben Jahren in Stuttgart und sechs Jahren in Wuppertal kam er nach Dortmund. Dort wirkte er 20 Jahre und betreute außerdem die Gemeinde der Christengemeinschaft in Soest/Lohne.
2007 nahm er an der finnischen Vorentscheidung des Eurovision Song Contest 2007 teil und schaffte es auf Platz 10.
Im Juni 2012 wurde er emeritiert und zog nach Köln.

## Diskografie

### Alben
- Mitä kansa haluaa (1965)
- Rakkaus on sininen (1968)
- On The Rocks (1970)
- Kuoppamäki (1970)
- Trubaduurilaulaja (1971)
- Take My Heart (1971)
- Valtatie (1972)
- Jukka Kuoppamäki (1972)
- Wounded Knee (1973)
- Kultaa tai kunniaa (1973)
- Blue and White (1973)
- Aurinkomaa (1974)
- Väinämöinen (1974)
- Viivy vielä hetki (1975)
- Päng Päng (1976)
- Miljoona hikistä kilometriä (1976)
- Pilvet (1977)
- Rakkautta maailmaan (1978)
- Puolesta, ei vastaan (1982)
- Villi lintu (1983)
- Kuningas tai kerjäläinen (1986)
- Kerran vielä palaan (1992)
- Aika näyttää (1997)
- Tästä alkaa rakkaus (1999)
- Sininen (2001)
- Vanhaa viiniä (2002)
- Romanssi (2003)
- Minun lauluni (CD/DVD) (2005)
- Suuret tunteet (2006)
- Kun maailma muuttui (2010)
- Satsangan rock-vuodet 1973–1979 (2011)
- Kotiinpaluu (2012)
- Tunnustus – Kauneimmat balladit 1971–1978 (2013)

### Sampler
- Peukaloruuvi (1970)
- Jukka Kuoppamäen parhaita 1 (1973)
- Jukka Kuoppamäen parhaita 2 (1974)
- Jukka Kuoppamäen parhaita 3 (1975, FI: Gold)
- Parhaita 4 (1978)
- Käy vierelläin (1978)
- Matkan varrelta: 16 suosituinta laulua (1983)
- Rakkauslauluja (1983)
- Iskelmäkansio (1989)
- Sininen ja valkoinen (1992)
- Aarteet (1994)
- 20 suosikkia – Sininen ja valkoinen (1996)
- Kaikki parhaat (2000)
- Parhaat (2001)
- Sinivalkoiset suosikit (2001)
- 20 suosikkia – Sade on mun kyyneleeni (2002)
- Suomihuiput – Jukka Kuoppamäki (2003)

### Singles
- Oh, Gina / Kilpakosijat (1962)
- Rakkauden kaiho / Viulut yössä vaikertaa (1962)
- Eikan pumppu / Hiilenlappaajan laulu (1965)
- Alaikäinen / En aio hellittää (1966)
- Peukaloruuvi / Etkö näe, ihminen (1966)
- Lemmen kehto / Hän lähti pois (1966)
- Punatukkainen / Maanantai (1967)
- Kaiken uudeksi teet / Pois lähtee maailmain (1967)
- Ken rakastaa / En rakastua voi uudelleen (1967)
- Rakkaus on sininen / Sä kanssain leikit vain (1968)
- Sano milloin / Sun tahdon tietävän (1968)
- Onnea ihminen ei saa / Varpuselleni (1968)
- Käyköön miten käy / Jos olet yksin (1968)
- Ei voi kuin valittaa / Unta vain (1968)
- Ei enempää / Eturivi (1968)
- Kiskot vievät etelään / Yli pahan päivän (1969)
- Ei milloinkaan / Minne matkani vie (1969)
- Voi kaikki alkaa uudestaan / Tuon ajan takaisin saan (1969)
- Minä muistan mennyttä aikaa / Kesäyö (1970)
- So much, so soon / When you get this letter (1970)
- Vain elämää / En toisten sua mä katsovan sois (1970)
- Mä sinun luokses saavun / Kortti tuo, kortti vie (1970)
- Näin sävel soi / Marraskuun aamu (1970)
- Minä lähdin, sinä jäit / Junaan jo oisin noussut (1970)
- Pieni mies / Hyvä on (1971)
- Uinu poikani vain / 100 000 000 × 100 000 000 (1971)
- Sinä päivänä / Ken elää, hän näkee (1971)
- Paljon sanomatta jää / Nouseva aurinko (1971)
- Sininen ja valkoinen / Rakkautta vain (1972)
- Valtatie / Anna auringon paistaa (1972)
- Pieni tyttöni mun / Huoleton laulu (1972)
- Takaisin kotiin / Casanova (1972)
- Dixi-Coat / Pieni tyttöni mun (1972)
- Capri-Club / Valtatie (1972)
- Onnen maa / Lennä lintu lennä (1973)
- Wounded Knee / Preerioitten maa (1973)
- Kaikista kaunein / Nadja (1973)
- Kultaa ja kunniaa / Pasaatituuli (1973)
- Sininen ja valkoinen / Pieni mies (uudelleenjulkaisu) (1974)
- Aurinkomaa / Hyppykeppimies (1974)
- Valtatie / Onnen maa (uudelleenjulkaisu) (1974)
- Väinämöinen / Kotka lentää (1974)
- Hyvästi ystäväni / Kuin unta vain (1975)
- Viivy vielä hetki / Rakkauden satu (1975)
- Paloma blanca / Lippu salkoon (1975)
- Päng päng / Etelästä pohjoiseen (1976)
- Nostalgia / Kaunis morsian (1976)
- Miljoona hikistä kilometriä / Pieni poikasein (1976)
- Joulun tango / Tapanina tanssitaan (1976)
- Taivaan linnut / Minä olen puu (1977)
- Idän harharetket / Älä taita kukkaa (1978)
- Prinssejä ja prinsessoita / Ei rakkaus ole mitä luullaan (1981)
- Ei ruusu voi ruusummaksi tulla / Maantie (1982)
- Kerran vielä palaan / Radiosta rokin kuulen (1992)
- Sade on mun kyyneleeni (Taika ja Jukka Kuoppamäki) (1996)
- Casablanca / Näkemiin (A-Seite Hanna Ekola und Jukka Kuoppamäki, B-Seite Hanna Ekola) (1996)
- Rakkaustarina (1997)
- Aika näyttää (1997)
- Minä katson tätä maata (1997)
- Pikajuna pohjoiseen (1999)
- Missä ollut sä oot (2001)
- Sininen (2001)
- Vain fantasiaa (2002)
- Vanhaa viiniä (2002)
- Mies ja kitara / Kyllä suomalainen osaa (2003)
- Sinussa on valo (2006)
- Levitä siivet (2007)
- Väärinpeluri (2012)
- Tunnustus (2013)